# Kolisotoper
Kolisotoper är isotoper av grundämnet kol (C), det vill säga atomer och kärnor med 6 protoner och olika antal neutroner.

## Isotoper
Kol har 15 kända isotoper, varav 2 är stabila (12C och 13C).
Den mest långlivade radioisotopen är 14C, med en halveringstid på 5730 år. Det är också den enda radioisotopen som förekommer naturligt – spårmängder är bildade kosmogeniskt genom reaktionen 14N + 1n → 14C + 1H. Den mest stabila syntetiska radioisotopen är 11C, som har en halveringstid på 20,334 minuter. Alla andra radioisotoper har halveringstider under 20 sekunder, de flesta under 20 millisekunder. Den minst stabila isotopen är 8C, med en halveringstid på 1,98739 zeptosekunder.

### Kol-11
11C är en radioisotop vars kärna består av 6 protoner och 5 neutroner. Den sönderfaller till 11B. Detta sönderfall sker främst på grund av positronemission; emellertid är det cirka 0,19–0,23 % av fallet ett resultat av elektroninfångning. Den har en halveringstid på 20,334 minuter.
11C → 11B + e+ + ve + 0,96 MeV
11C + e− → 11B + ve + 1,98 MeV
11C används vanligen som en radioisotop för radioaktiv märkning av molekyler i positronemissionstomografi. Bland de många molekyler som används i detta sammanhang kan nämnas radioliganden [11C]DASB.

### Kol-12
12C är en stabil isotop vars kärna består av 6 protoner och 6 neutroner. Det är en av de tre naturligt förekommande isotoperna och en av de två stabila isotoperna – tillsammans med 13C – men den är mycket mer rikligt förekommande än den senare (förhållande ≈ 99:1). Den är en särskilt viktig isotop inom fysik och kemi, eftersom det ligger till grund för definitionen av atommassenhet och Avogadros tal.

### Kol-13
13C är en stabil isotop vars kärna består av 6 protoner och 7 neutroner. Det är en av de tre naturligt förekommande isotoperna och en av de två stabila isotoperna – tillsammans med 12C – även om den är mindre förekommande än den senare. Till skillnad från de andra två naturligt förekommande isotoperna, har den ett nollskilt spinn (1⁄2−) och kan användas i kärnmagnetisk resonans (kol-13-NMR).

### Kol-14
14C är en radioisotop vars kärna består av 6 protoner och 8 neutroner. Det är en av de tre naturligt förekommande isotoperna, men den enda radioaktiva, med en halveringstid på 5730 år. Den produceras av termiska neutroner från kosmisk strålning i den övre atmosfären, och kommer ned till jorden där den absorberas av levande biologiskt material, i dess oxiderade form: koldioxid. Dess naturliga förekomst är försumbar jämfört med de två andra naturligt förekommande isotoperna, men dess radioaktivitet gör den radiometriskt påvisbar. Eftersom död vävnad inte absorberar 14C, är mängden 14C en av de metoder som används inom området för arkeologi för radiometrisk datering av biologiskt material (kol-14-metoden).

## Tabell
| Nuklid                        | Z | N  | Massa (u)         | Halveringstid     | ST (%)           | SE (MeV) | SP     | Spinn  | Förekomst (%) |
| ----------------------------- | - | -- | ----------------- | ----------------- | ---------------- | -------- | ------ | ------ | ------------- |
| 8C                            | 6 | 2  | 8,037675(25)      | 1,98739 × 10−21 s | 2p               | 2,142    | 6Be    | 0+     |               |
| 9C                            | 6 | 3  | 9,0310367(23)     | 0,1265 s          | β+ (60 %)        | 16,498   | 9B     | (3⁄2−) |               |
| 9C                            | 6 | 3  | 9,0310367(23)     | 0,1265 s          | β+ p (23 %)      | 16,775   | 8B     | (3⁄2−) |               |
| 9C                            | 6 | 3  | 9,0310367(23)     | 0,1265 s          | β+ α (17 %)      | 16,683   | 5Li    | (3⁄2−) |               |
| 10C                           | 6 | 4  | 10,0168532(4)     | 19,255 s          | β+               | 3,648    | 10B    | 0+     |               |
| 11C                           | 6 | 5  | 11,0114336(10)    | 20,334 min        | β+ (99,79 %)     | 1,982    | 11B    | 3⁄2−   |               |
| 11C                           | 6 | 5  | 11,0114336(10)    | 20,334 min        | ε (0,21 %)       |          | 11B    | 3⁄2−   |               |
| 12C                           | 6 | 6  | 12                | Stabil            | Stabil           | Stabil   | Stabil | 0+     | 98,9          |
| 13C                           | 6 | 7  | 13,0033548378(10) | Stabil            | Stabil           | Stabil   | Stabil | ½−     | 1,1           |
| 14C                           | 6 | 8  | 14,003241989(4)   | 5730 a            | β−               | 0,156    | 14N    | 0+     | Spår          |
| 15C                           | 6 | 9  | 15,0105993(9)     | 2,449 s           | β−               | 9,772    | 15N    | ½+     |               |
| 16C                           | 6 | 10 | 16,014701(4)      | 0,747 s           | β− + n (97,9 %)  | 8,012    | 15N    | 0+     |               |
| 16C                           | 6 | 10 | 16,014701(4)      | 0,747 s           | β− (2,1 %)       |          | 16N    | 0+     |               |
| 17C                           | 6 | 11 | 17,022586(19)     | 0,193 s           | β− (71,59 %)     | 13,166   | 17N    | (3⁄2+) |               |
| 17C                           | 6 | 11 | 17,022586(19)     | 0,193 s           | β− + n (28,41 %) | 7,283    | 16N    | (3⁄2+) |               |
| 18C                           | 6 | 12 | 18,02676(3)       | 0,092 s           | β− (68,5 %)      | 11,81    | 18N    | 0+     |               |
| 18C                           | 6 | 12 | 18,02676(3)       | 0,092 s           | β− + n (31,5 %)  | 8,98     | 17N    | 0+     |               |
| 19C                           | 6 | 13 | 19,03481(11)      | 0,046 s           | β− + n (47 %)    | 11,64    | 18N    | (½+)   |               |
| 19C                           | 6 | 13 | 19,03481(11)      | 0,046 s           | β− (46 %)        | 16,97    | 19N    | (½+)   |               |
| 19C                           | 6 | 13 | 19,03481(11)      | 0,046 s           | β− + 2n (7 %)    |          | 17N    | (½+)   |               |
| 20C                           | 6 | 14 | 20,04032(26)      | 0,016 s           | β− + n (72 %)    | 13,63    | 19N    | 0+     |               |
| 20C                           | 6 | 14 | 20,04032(26)      | 0,016 s           | β− (28 %)        | 15,79    | 20N    | 0+     |               |
| 21C                           | 6 | 15 | 21,04934(54)#     | 30 ns             | n                |          | 20C    | (½+)#  |               |
| 22C                           | 6 | 16 | 22,05720(97)#     | 6,2 ms            | β−               | 20,097   | 22N    | 0+     |               |
| Denna tabell: visa • redigera |   |    |                   |                   |                  |          |        |        |               |

Anmärkningar
- Stabila isotoper anges i fetstil.
- Värden markerade med # härrör inte enbart från experimentella data, men åtminstone delvis från systematiska trender.
- Osäkerheter anges i kort form i parentes efter värdet. Osäkerhetsvärden anger en standardavvikelse, utom isotopsammansättningen och standardatommassa från IUPAC, som använder expanderade osäkerhet.
- Nuklidmassor är givna av IUPAP Commission on Symbols, Units, Nomenclature, Atomic Masses and Fundamental Constants (SUNAMCO).
- Isotopförekomster är givna av IUPAC Commission on Isotopic Abundances and Atomic Weights.
- 12C är en nuklid av särskild betydelse då den används som standard, från vilken atommassan hos alla nuklider uttrycks: dess atommassa är per definition 12 u.